# سیکلونوناتتراان
سیکلونوناتتراان (به انگلیسی: Cyclononatetraene) با فرمول شیمیایی C9H10 یک ترکیب شیمیایی با شناسه پاب‌کم ۱۲۵۴۳۷۱۹ است؛ که جرم مولی آن ۱۱۸٫۱۷۹ g/mol می‌باشد.